# Brabira ruficorpus
Brabira ruficorpus là một loài bướm đêm trong họ Geometridae.